# Александр фон Лідерс
Олександр Миколайович фон Лідерс (нім. Alexander von Lueders; 1790–1874) — російський генерал від інфантерії, командувач корпусом, головнокомандувач 2-ї армією, російський намісник у Царстві Польському.

## Біографія

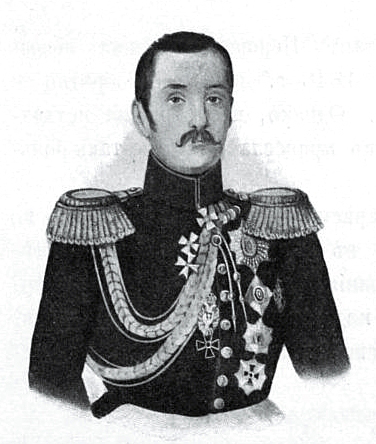
А. М. Лідерс

Народився 25 (14) січня 1790 року у дворянській сім'ї.
Батьки: батько — Микола Іванович Людерс (1760—1823, генерал-майор, шеф Охотського полку, комендант Хотіна), мати — Софія Іванівна уроджена Фаскіль (?-1822).
Братья и сестра: Екатерина (1792—1864, замужем за командиром Нежинского конно-егерского полка Яковом Фёдоровичем Гордеевым), Николай (1793—1816), Георгий (1801—1816), Константин (1802—1861, генерал-майор, командир Житомирского егерского полку), Орест (1803-?).
У будинку свого батька Лідерс виріс у суто військовій обстановці, серед сподвижників Суворова та інших Катерининських героїв. Записаний в 1805 р. на службу в Брянський піхотний полк (з 1810 р. — 39-й єгерський полк), який перебував у бригаді його батька, Лідерс перше бойове хрещення отримав у битві під Аустерліцем . У наступному році Лідерс був переведений портупей-прапорщиком в Охотський полк і 24 травня 1807 року був проведений в прапорщики а 12 березня 1809 року — У підпоручики.
У турецьку війну 1806—1812 рр., під керівництвом графа Н. М. Каменського, взяв участь у блокаді Сілістрії, у справах під Шумлою та у штурмі Рущука; за відзнаку під Батином нагороджено 30 листопада 1811 року. золотою шпагою з написом «За хоробрість».
19 червня 1811 року здійснено в поручики і переведено в Лейб-гвардії Єгерський полк. У лавах цього полку він брав участь у війнах Вітчизняної і був у битвах під Смоленськом, при Бородіно (19 грудня нагороджений орденом св. Володимира 4-го ступеня), Тарутино, Малоярославці, Красному ; за відмінність в останній битві Лідерс вдруге отримав 6 листопада золоту шпагу з написом «За хоробрість».
20 січня 1813 р. був проведений в штабс-капітани і в кампанії 1813 року взяв участь у битвах при Лютцені та Бауцені і був нагороджений орденом св. Анни 2-го ступеня. Зроблений 26 травня в майори, Лідерс був переведений в 4-й єгерський полк, з яким перебував у битвах під фортецею Кенігштейн і потім під Кульмом, де був поранений у праву ногу з роздробленням кісток і вибув з армії.
19 квітня 1815 р. Лідерс був переведений в 57-й єгерський полк, через півтора роки в 28-й єгерський полк, але в ньому прослужив всього місяць і з середини листопада 1816 р. перебував у піврічній відпустці, після повернення з якої 8 квітня р. отримав чин підполковника.

8 січня 1823 року призначений командиром 37-го єгерського полку і 26 листопада його було здійснено полковниками. На чолі свого полку Лідерс брав участь у турецькій кампанії 1828—1829 років., відзначився при облогі Браїлова, блокаді Шумли й у боях при Чифліку під керівництвом Ф. У. Рідігера. У справі при Кюстенджі він був контужений у правий бік картеччю, але залишився у строю. Вміння Лідерса надихнути підлеглих, виховати їх у дусі беззавітного виконання обов'язку характеризується наступним епізодом: на початку війни 1828 37-й єгерський полк складався, головним чином, з новобранців; одному з батальйонів полку довелося вперше бути під пострілами без свого полкового командира; батальйон поводився нестійко. Коли доповіли про це Лідеру, що повернувся, він другого ж дня вивів особисто черговий батальйон і, вишикувавши фронт, протримав людей під ядрами близько години, залишаючись сам на коні перед батальйоном. Переконавшись, що люди стійко виносять ворог, і втративши вбитого коня, Лідерс відвів батальйон до місця робіт і подякував молодим єгерям. З цього часу 37-й єгерський полк набув почесної популярності в армії. Начальник загону граф Рідігер говорив часто: «Де 37 полк, там не потрібно дивізії».

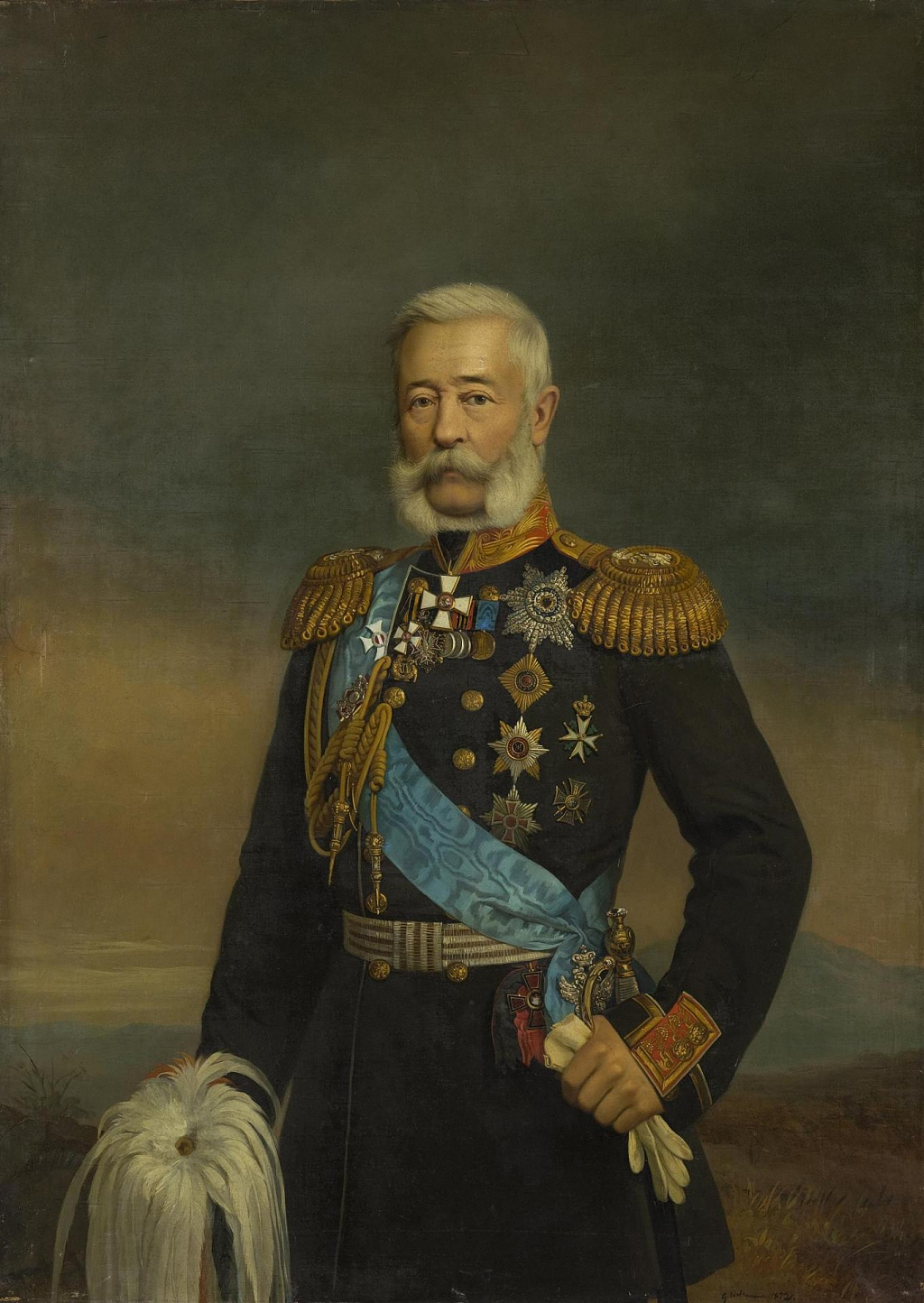
Портрет Олександра Миколайовича Лідерса (художник О.). І. Ботман)

На початку 1829 року Лідерсу була доручена окрема експедиція до селища Чали-Мали, що увінчалася повним успіхом. Посланий на підкріплення загону генерала П. Я. Купріянова, обложеного у місті Проводи армією великого візира, 37-й єгерський полк, під командуванням Лідерса, покинувши ранці, пробрався до міста гірською стежкою, вважалася непрохідною. Після розбиття великого візира під Праводами Лідерс, у голові загону графа Рідігера, перший зі своїм полком перейшов нар. Камчик і опанував укріплення села Кеприкіой, відбивши у ворога 4 зброї. Під час переходу через Балкани 37-й єгерський полк відбив біля сіл. Кашагер турецький прапор, брав участь у штурмі гір. Айдоса, в битві при Сливно і, вступивши одним з перших в Адріанополь, зупинився в Джезерм-Мустафа-паша, у вигляді Константинополя. Ця війна доставила Лідерсу чин генерал-майора (6 серпня 1829 р.), ордена св. Володимира 3-го ступеня (21 серпня 1828, за взяття Браїлова), і Георгія 4-го ступеня (за відмінність при Адріанополі), а також алмазні знаки до ордена св. Анни 2-го ступеня (за відмінність при Кюстенджі). Вручаючи в Айдосі орден св. Георгія, граф Рідігер сказав: «Ви двадцять разів заслужили на цю нагороду». Під кінець війни, 22 вересня 1829 року, Лідерс був призначений командиром 2-ї бригади 19-ї піхотної дивізії.
28 лютого 1831 року Лідерс був призначений командиром 1-ї бригади 3-ї піхотної дивізії. З нею він брав участь у різних справах польської кампанії 1831 ; під Остроленкою він керував першою піхотною дивізією, замінивши пораненого її начальника генерал-майора К. Є. Мандерштерна ; за цю кровопролитну битву Лідерс отримав 22 серпня 1831 року орден св. Анни 1-го ступеня. При штурмі Варшави Лідерс, командуючи колоною, спрямованою проти Волі, оволодів передовим люнетом і п'ятьма знаряддями, що захищали його, і, на чолі батальйонів морської піхоти, увірвався першим у головне зміцнення. За штурм Волі він був 18 жовтня 1831 року виконаний в генерал-лейтенанти, а за всю кампанію отримав пенсію в 2000 рублів з інвалідного капіталу і знак «Virtuti militari» 2-го ступеня.
Після закінчення польської війни Лідерс був призначений начальником штабу 2-го піхотного корпусу, а 19 вересня 1837 року командувачем 5-м піхотним корпусом. Доступність і простота у зверненні Лідерса йшли у розрив із тодішніми звичаями, але придбали йому любов і повагу підлеглих, а робота з навчання частин 5-го корпусу велася на кшталт підготовки їх до суто бойової діяльності. 10 жовтня 1843 року Лідерс був у генерали від інфантерії.
Випадок виявити свою бойову підготовку незабаром представився військам цього корпусу; в 1840 р. його 1-а дивізія відправлена була десантом на східний берег Чорного моря, а наприкінці 1843 року рушили на Кавказ та інші частини, крім кавалерії; Лідерс, незважаючи на хворобу, прийняв начальство над військами Північного та Нагірного Дагестану . Під його командою ці війська оволоділи переправою у Ахатлі, підкорили середній Дагестан, розбили горян у Цудахара і взяли Гергебіль . У 1845 року, командуючи Чеченським загоном, Лідерс, під начальством князя Воронцова, брав участь у поході до Дарго.
За бойову службу на Кавказі йому надано були ордена св. Олександра Невського (5 серпня 1844 р., алмазні знаки до цього ордену надано 19 вересня 1847 р.) і св. Володимира 1-го ступеня (6 серпня 1845 р.). У 1848 році він був призначений командувачем військами в Дунайських князівствах, зайнятих з нагоди революційних заворушень, що виникли там, і, незважаючи на делікатність свого становища, зумів протягом більше 2-х років підтримувати найкращі відносини з місцевим населенням.
У 1849 року, коли російський уряд вирішив надати допомогу Австрії, 5-й корпус Лідерса був рушений до Трансільванії . План цього походу, представлений Лідерсом, удостоївся найвищого схвалення до найменших подробиць. Під час цієї війни Лідерс виявив неабиякий талант полководця, що видно з його прагнення забезпечити лінію дій створенням міцної бази. Вступивши в Трансільванію в Кронштадті і володіючи, таким чином, підставою дій, він не ризикнув рушити всередину країни до Сегешвару та Марошвашархею, а поставив собі завданням попередньо подовжити підставу дій заняттям Германштадта та Карлсбурга . Йому вдалося лише перше, тому що демонстрація генерала Бема до Фогараша змусила Лідерса поспішити всередину країни. Блискучі дії 5-го корпусу на занятті з бою Роттентурмської ущелини, що вважався майже непрохідним, у бою при Сегешварі з ворогом, удвічі сильним, суворовський перехід до Германштадта і виграна відразу ж після переходу битва, покрили Лідерса новою. Усі частини 5-го корпусу за похід у Трансільванію були обсипані нагородами, а Лідерс наданий 28 червня званням генерал-ад'ютанта, 4 серпня орденом св. Георгія 2-го ступеня за № 68 і потім декількома іноземними орденами.
16 жовтня 1852 року Лідерс отримав орден св. Андрія Первозванного . Наступного року частина 5-го корпусу (13-а дивізія з артилерією) була відправлена десантом на Кавказ, одна бригада 14-ї дивізії залишилася в Севастополі, а інші частини, під керівництвом Лідерса, попрямували до Дунаю.
Після прибуття в Молдавію і Валахію, загону Лідерса першому довелося обмінятися з ворогом пострілами у Сатунова, при проходженні нашої Дунайської флотилії повз укріплення Ісачі. Через 5 місяців загін переправився через Дунай у Галаца; та Лідерс був 30 березня 1854 р. нагороджений алмазними знаками до ордена св. Андрія Первозванного. Після переправи, частини 5-го корпусу швидко рушили до Гірсова, але надалі Лідерсу довелося грати пасивну роль, оскільки поради його, що хилилися до руху вперед і оволодіння штурмом Силистрією, були прийняті. Після відступу від Сілістрії та повернення військ у Росію Лідерсу було доручено загін, розташований у південному Буджаку. Зі вступом на престол Імператора Олександра II Лідерсу було доручено начальство над Південною армією, завдання якої полягало у сприянні всіма способами Кримської армії, і це завдання Лідерс виконав з повним самозреченням. 27 грудня 1856 року він був призначений головнокомандувачем Кримської армією, причому діяльність його на цій посаді полягала, головним чином, у впорядкуванні сильно занедбаних продовольчих та госпітальних справ. По закінченні війни військовим міністром, за Високим наказом, був зроблений Лідерсу запит, чи не вважає він за можливе вступити знову в командування 5-м корпусом, тобто прийняти нижчу проти посади. Лідерс відповів, що він вважає себе зобов'язаним виконати принаймні беззаперечно волю Його величності. Повідомляючи його згодом про призначення головнокомандувачем 2-ї армією, військовий міністр князь Долгоруков, зважаючи на тодішнє скрутне фінансове становище, запитав Лідерса, чи не вважає він за можливе скоротити зміст, визначений штатом за новим його званням. Лідерс відповів, що половини цього змісту для нього достатньо. На цю заяву пішов негласний найвищий подарунок у 30 тисяч руб.
8 вересня 1856 року Лідерс був звільнений через хворобу в закордонну відпустку з відрахуванням від звання головнокомандувача 2-ї армії, причому удостоївся Високого рескрипту, а в 1857 р. був призначений шефом 58-го Празького піхотного полку. Повернувшись із закордону, Лідерс до 1861 р. жив приватною людиною в Одесі та у своєму маєтку в Подільській губернії. Однак у 1861 р., внаслідок заворушень у Польщі, за Високою волею, несподівано викликали нової діяльності — виправляти обов'язки намісника Царства Польського і головнокомандувача 1-ї армією. У Варшаві веселий, товариський Олександр Миколайович користувався прихильністю суспільства, сміливо гуляв містом пішки, без конвою і вів тверду російську політику. Побоюючись впливу Лідерса на польське суспільство, варшавський архієпископ Фелінський та маркіз Велепольський вели інтригу проти нього у Санкт-Петербурзі та домоглися звільнення його з посади намісника. Вважаючи, проте, що у Петербурзі Лідерс буде небезпечний, бунтівники вирішили вбити його. 15 червня 1862 р. під час прогулянки в Саксонському саду Лідерса було поранено А. А. Потебнею в шию. «Негідник стріляє ззаду!» — крикнув йому Лідерс і, затиснувши рану рукою, повернувся до палацу. При звільненні з посади намісника 27 травня 1862 р. Лідерс був зведений у графську гідність, призначений членом Державної ради та шефом Азовського піхотного полку.
Серед інших нагород Лідерс мав ордени св. Володимира 2-го ступеня (17 квітня 1836 р.) та Білого Орла (16 квітня 1841 р.)).
Останні роки жив в Одесі та помер там 1 лютого 1874 року, похований у каплиці усипальниці на парафіяльному цвинтарі с. Марківці Летичівського повіту Подільської губернії.
Лідерс був одружений зі своєю двоюрідною сестрою Марією, донькою начальника 18-ї піхотної дивізії генерал-лейтенанта Олександра Борисовича фон Бока та Марії Іванівні уродженої Лідерс. Вони мали дві дочки: Єва (1835—1843) та Надія (1838—1895). Оскільки Лідерс не залишив чоловічого потомства, зятю його, полковнику Олександру Олександровичу Веймарну, дозволено було прийняти титул графа Лідерса-Веймарна.
П. До. Меньків дає таку характеристику Олександра Миколайовича: «Щось незрозуміло привабливе було у всьому суті Лідерса. Завжди спокійний, завжди і з усіма ввічливий, Лідерс набув собі загального кохання всіх, від генерала до солдата». Багато хто звинувачував Лідерса в зайвій прихильності до родичів, які командували в його корпусі різними частинами, і в любові до жінок. Але цих родичів Меньков називає «порядними людьми», а жінки «не заважали Лідерсу любити солдата та вести його у бій». Високо про військові здібності відгукувався М. Я. Ольшевський служив з ним на Кавказі. Історик кавказьких походів Б. М. Колюбакін, навпаки, скептично оцінює Олександра Миколайовича, і вважає Лідерса одним з винуватців провалу Даргінської експедиції, як людину незнайому з Кавказом і не вміє воювати в горах.

## Нагороди
- Золотая шпага «За храбрость» (30.11.1811)
- Золотая шпага «За храбрость» (06.11.1812)
- Орден Святого Владимира 4-й ст. с бантом (19.12.1812)
- Орден Святой Анны 2-й ст. (1813)
- Орден Святого Владимира 3-й ст. (21.08.1828)
- Алмазные знаки к ордену Святой Анны 2-й ст. (1828)
- Орден Святого Георгия 4-й ст. (01.01.1830)
- Орден Святой Анны 1-й ст. (22.08.1831)
- Польский знак отличия «За военное достоинство» 2-й ст. (1831)
- Орден Святого Владимира 2-й ст. (17.04.1836)
- Орден Белого орла (17.04.1841)
- Орден Святого Александра Невского (05.08.1844)
- Орден Святого Владимира 1-й ст. (06.08.1845)
- Алмазные знаки к ордену Святого Александра Невского (19.09.1847)
- Орден Святого Георгия 2-й ст. (04.08.1849)
- Орден Святого апостола Андрея Первозванного (16.10.1852)
- Алмазные знаки к ордену Святого апостола Андрея Первозванного (30.03.1854)
- Знак отличия «За XLV лет беспорочной службы» (1857)

Иностранные:
- австрийский Орден Леопольда, большой крест (1849)
- австрийский Военный орден Марии Терезии 2-й ст. (1849)
- нидерландский Военный орден Вильгельма 2-й ст. (1849)
- Табакерка с портретом австрийского императора Франца-Иосифа I (1850)